# Bradley (Vorname)
Bradley ist ein männlicher Vorname, der insbesondere im englischsprachigen Raum verbreitet ist. 

## Herkunft und Bedeutung
Der Name geht auf den englischen Familiennamen Bradley zurück, der von dem Namen mehrerer Orte abgeleitet ist.

## Varianten
- Bradly
- Brad (Kurzform)

## Namensträger
- Bradley Barlow (1814–1889), US-amerikanischer Politiker
- Bradley Carnell (* 1977), südafrikanischer Fußballspieler
- Bradley Cooper (* 1975), US-amerikanischer Schauspieler
- Bradley Dack (* 1993), englischer Fußballspieler
- Bradley Davies (* 1987), walisischer Rugby-Union-Spieler
- Bradley Denton (* 1958), US-amerikanischer Schriftsteller
- Bradley Dredge (* 1973), walisischer Golfer
- Bradley Efron (* 1938), US-amerikanischer Statistiker
- Bradley James (* 1983), britischer Schauspieler
- Bradley Joseph (* 1965), US-amerikanischer Musiker, Komponist und Arrangeur
- Bradley Kincaid (1895–1989), US-amerikanischer Musiker
- Bradley Kjell, US-amerikanischer Informatiker
- Bradley Edward Manning, Geburtsname von Chelsea Manning (* 1987), US-amerikanische Whistleblowerin
- Bradley McGee (* 1976), australischer Radrennfahrer
- Bradley Nowell (1968–1996), US-amerikanischer Musiker
- Bradley Pierce (* 1982), US-amerikanischer Schauspieler und Synchronsprecher
- Bradley Ruben (* 1986), US-amerikanischer Pokerspieler
- Bradley Saunders (* 1986), englischer Boxer
- Bradley Smith (Holocaustleugner) (1930–2016), US-amerikanischer Geschichtsrevisionist
- Bradley Smith (Rennfahrer) (* 1990), britischer Motorradrennfahrer
- Bradley F. Smith (1931–2012), US-amerikanischer Historiker
- Bradley Stryker (* 1977), US-amerikanischer Schauspieler
- Bradley Walker Tomlin (1899–1953), US-amerikanischer Maler
- Bradley Tutschek (* 1980), deutsch-kanadischer Eishockeyspieler
- Bradley Vering (* 1977), US-amerikanischer Ringer
- Bradley Whitford (* 1959), US-amerikanischer Schauspieler und Drehbuchautor
- Bradley Wiggins (* 1980), britischer Radrennfahrer
- Bradley Roland Will (1970–2006), US-amerikanischer Journalist und Anarchist
- Bradley Darryl Wong (* 1960), US-amerikanischer Schauspieler

Bradley als Mittelname
- Abraham Bradley King (1774–1838), Oberbürgermeister von Dublin, Irland
- Henry Bradley Plant (1819–1899), US-amerikanischer Eisenbahnmagnat

Brad
- Brad Binder (* 1995), südafrikanischer Motorradrennfahrer
- Brad Drewett (1958–2013), australischer Tennisspieler
- Brad Goode (* 1963), US-amerikanischer Jazzmusiker und Hochschullehrer
- Brad William Henke (1966–2022), US-amerikanischer Schauspieler
- Brad Keselowski (Bradley Aaron Keselowski; * 1984), US-amerikanischer Automobilrennfahrer
- Brad Linde (* 1979), US-amerikanischer Jazzmusiker
- Brad Mehldau (* 1970), US-amerikanischer Jazzpianist
- Brad Pitt (William Bradley Pitt; * 1963), US-amerikanischer Schauspieler und Filmproduzent
- Brad Pitt (Boxer) (Bradley Michael Pitt; * 1981), australischer Amateurboxer
- Brad Renfro (1982–2008), US-amerikanischer Schauspieler
- Brad Terry (* 1937), US-amerikanischer Jazzmusiker
- Brad Turner (Regisseur), kanadischer Regisseur und Filmproduzent
- Brad Turner (Jazzmusiker) (* 1967), kanadischer Jazzmusiker